# 香港信貸
香港信貸集團有限公司，簡稱香港信貸集團，以及香港信貸（英語：Hong Kong Finance Group Limited，港交所：1273），在1996年，由陳光賢（主席）和陳光南（董事）兄弟在香港（總部）成立「香港信貸有限公司」（前身為Fung Ming Profits Limited，以及天晶控股有限公司）。首席執行官（行政總裁）為謝培道。
業務在香港經營提供按揭財務管理。
該股份在2013年10月2日，於港交所主板上市。配售價為0.85至1.03港元之間，配售股份為1億股，集資額為1.03億港元。

## 連結
- hkfinance.hk （页面存档备份，存于）